# 리명수체육단
리명수체육단(鯉明水體育團, 표준어: 이명수체육단)은 조선민주주의인민공화국의 종합스포츠클럽으로 소속 축구단이 특히 유명하다. 북한의 정치인 리명수의 이름을 땄다.

## 선수 명단

### 현역
- 강진혁(2004 ~ )
- 정일관(2011 ~ 2017, 2018 ~ )